# Logan Sargeant
Logan Hunter Sargeant (født 31. december 2000) er en amerikansk racerkører, som senest kørte for Formel 1-holdet Williams.

## Tidlige karriere

### Gokarts
Sargeant begyndte sin karriere i gokarts i 2008. Efter at have haft stor succes i USA, flyttede han til Europa for at fremme sin karriere. Han vandt i 2015 CIK-FIA World KF-Junior Championship, og blev her den første amerikaner til at vinde et FIA gokart mesterskab siden 1978.

### Formel 4
Sargeant skiftede i 2017 til formelbiler, da han skiftede til Formel 4. Han vandt to ræs i sin debutsæson, og sluttede på trejdepladsen i mesterskabet.

### Formula Renault Eurocup
Sargeant kørte i 2018 i Formula Renault Eurocup, hvor han blev fjerdeplads.

### Formel 3
Sargeant skiftede i 2019 til Formel 3. Hans debutsæson i serien var dog ikke imponerende, da han sluttede på nittendepladsen.
Han skiftede ved 2020 sæsonen til Prema Racing holdet. Han var med i mesterskabskampen i sæsonen, men måtte i enden nøjes med tredjepladsen.
Sargeant fortsatte i Formel 3 i 2021 sæsonen. Dog han var god nok for Formel 2, så manglede han finansiering. Han kørte i sæsonen med Charouz, og sluttede på syvendepladsen.

### Formel 2
Sargeant rykkede i 2022 op i Formel 2. Han sluttede på fjerdepladsen i sæsonen, hvilket var nok til at give ham de nødvendige superlicens point til at rykke til Formel 1.

## Formel 1-karriere

### Williams
Sargeant blev i oktober 2021 annonceret som del af Williams akademi.

#### 2023
Williams annoncerede i oktober 2022, at hvis Sargaent kunne opnå de nødvendige point på hans licens, så ville han køre for Williams i 2023 sæsonen. Efter han sluttede på fjerdepladsen i Formel 2 sæsonen, var dette opnået, og han blev valgt til at erstatte Nicholas Latifi hos Williams.
Han debuterede ved Bahrains Grand Prix 2023, og blev hermed den første amerikaner til at starte et Formel 1-løb siden Alexander Rossi ved Brasiliens Grand Prix 2015. Han han sluttede på 12. pladsen ved sit debutræs. Han scorede sit første og eneste point i Formel 1 ved USA's Grand Prix. Han havde ved ræset sluttet på 12. pladsen, men efter Lewis Hamilton og Charles Leclerc begge blev diskvalificeret, så rykkede han op på 10. pladsen, og scorede hermed et enkelt point. Han blev her den første amerikaner til at score point i Formel 1 siden Michael Andretti ved Italiens Grand Prix 1993. Han sluttede sæsonen med et enkelt point på 21. pladsen i mesterskabet.

#### 2024
Det blev i december 2023 annonceret, at Sargaent forlængede med Williams i 2024 sæsonen. Han anden sæson i Formel 1 var dog en skuffelse, og efter en række dyre uheld og uden at have scoret point i sæsonen, så blev det efter Hollands Grand Prix annonceret, at han ville blive erstattet af Franco Colapinto for resten af sæsonen.